# Hesperantha bachmannii
Hesperantha bachmannii är en irisväxtart som beskrevs av John Gilbert Baker. Hesperantha bachmannii ingår i släktet Hesperantha och familjen irisväxter. Inga underarter finns listade i Catalogue of Life.